# Iolanda Nanni
Iolanda Nanni, née le 29 novembre 1968 à Pavie (Italie) et morte le 27 août 2018 dans cette même ville, est une femme politique italienne.

## Biographie
Iolanda Nanni naît le 29 novembre 1968 à Pavie.
En 2013, elle est élue conseillère régionale de la Lombardie.
Atteinte d’un cancer, elle décide tout de même de se présenter aux élections générales de 2018, et est élue députée en mars,. Elle meurt le 27 août 2018 à Pavie, et est remplacée par Valentina Barzotti,,.